# Přírodní park Strážnické Pomoraví
Přírodní park Strážnické Pomoraví je chráněné území v Jihomoravském kraji rozkládající se kolem řeky Moravy na severozápad od města Strážnice.

## Lokalita

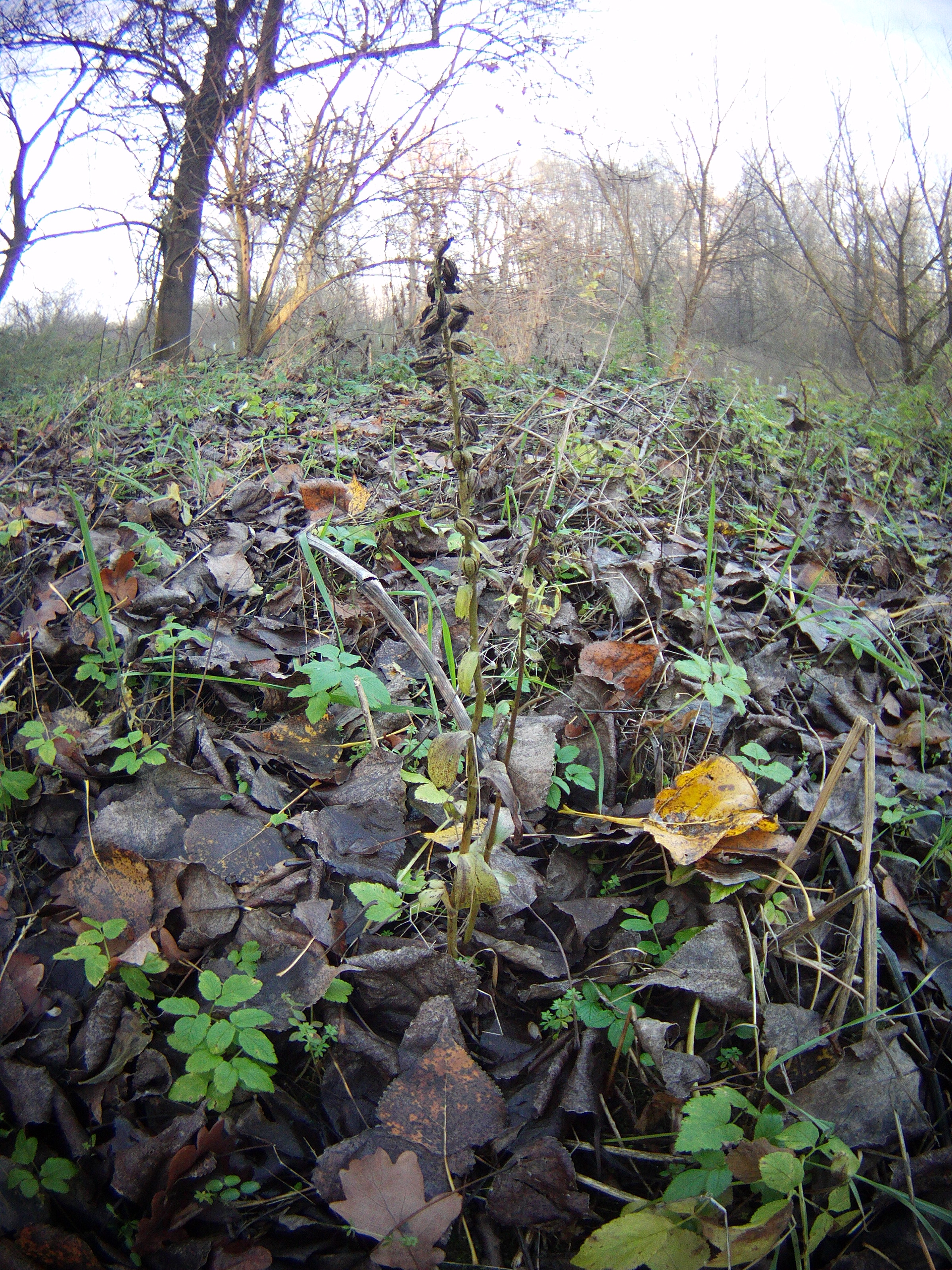
Orchidej

Strážnické Pomoraví bylo zřízeno vyhláškou Hodonínského Okresního úřadu v roce 1993 za účelem ochrany krajinného rázu údolní nivy řeky Moravy. Svojí rozlohou 31 km2 zaujímá širokou oblast toku řeky Moravy a jejího přítoku Veličky, včetně přilehlých slepých ramen, lužního lesa a záplavových luk. Oblast byla vyhlášena ptačí oblastí v rámci soustavy Natura 2000 a je jedním z Významných ptačích území v rámci programu BirdLife International. Podnebí Parku je výrazně teplé, roční průměrné teploty se pohybují kolem 9–9,5 °C, roční úhrny srážek mezi 585 a 600 mm. Typické jsou přízemní teplotní inverze. Oblast je nazývána též „Moravskou Amazonií“ díky nepropustným a zaplavovaným půdám s lužními lesy a meandrujícím tokem řeky Moravy. Dále od koryta řeky se nacházejí záplavové louky, které jsou odděleny od lužního lesa ochrannou protipovodňovou hrází. Tato hráz má propusť a je možné vodu z jarních záplav regulovaně vypouštět na území luk a tím je zavlažovat.

## Přírodní podmínky

### Geologie
Park se nachází na hlinitojílovitých naplaveninách nivy řeky Moravy. Geologickým podložím jsou čtvrtohorní sedimenty, které leží na starším třetihorním jílovitém a písečném podkladu z pliocenního období. Mladší čtvrtohorní sedimenty tvoří říční uloženiny a váté písky, po nichž je pojmenována místní stejnojmenná chráněná oblast Váté písky. Vrstva těchto sedimentů, které byly nahromaděny během poslední doby ledové, dosahuje mocnosti 6-9 m. Geologicky nejmladšími sedimenty jsou povodňové hlíny, uložené v dobách mezi 12. a 13. stoletím, které vznikaly v souvislosti s odlesňováním povodí, a se vzrůstající intenzitou pokračuje tento proces dodnes. Na rozhraní řeky a vátými písky dochází ke značné erozi vedoucí k několikametrovým posunům koryta za rok.

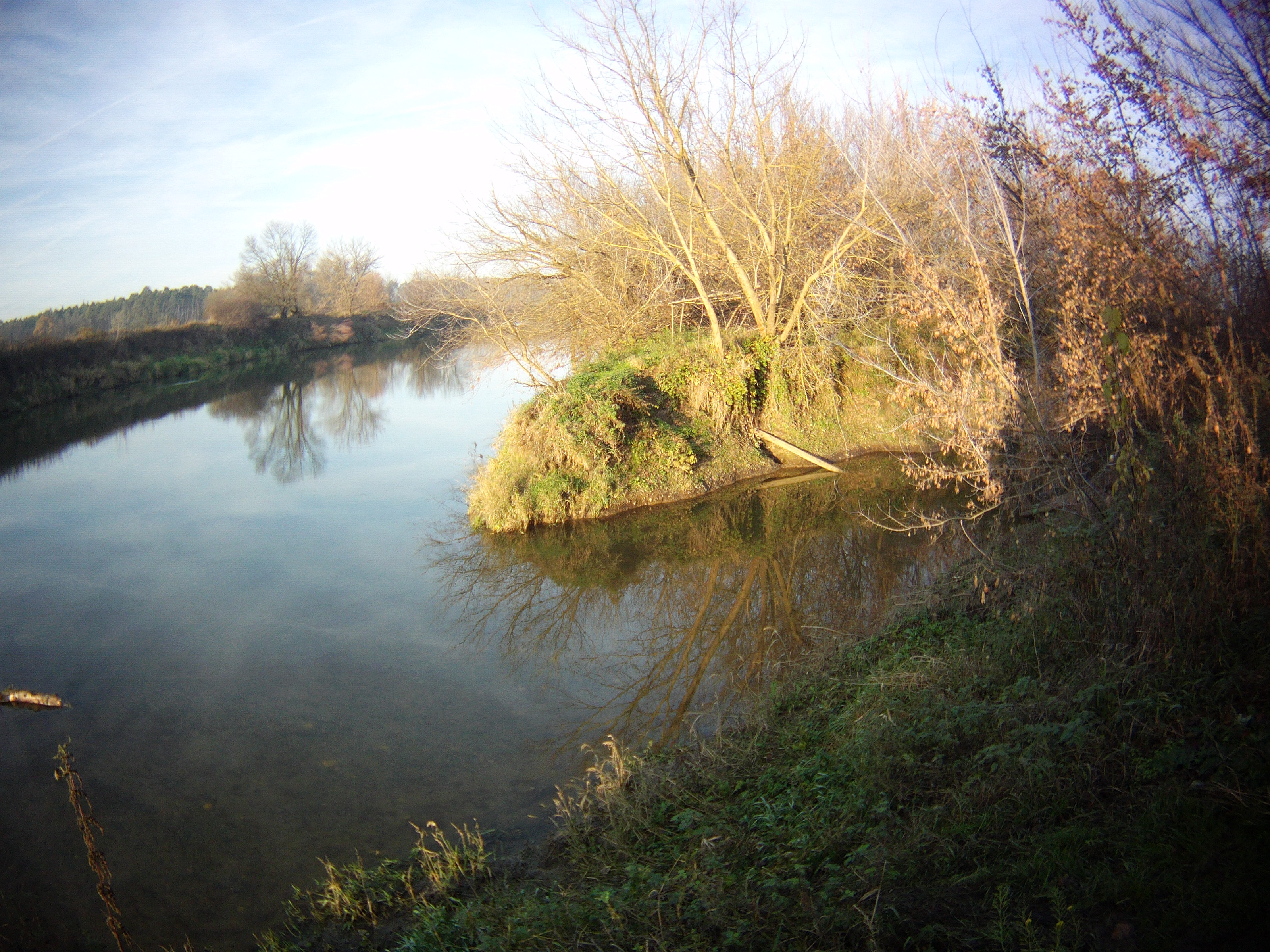
Soutok Veličky s Moravou

Velkou zajímavostí jsou petrifikované fosilní zbytky stromů, které se uchovaly v říčních sedimentech a díky změnám toku se po tisících letech znovu dostaly na zemský povrch. Na pravém břehu Moravy u Strážnice bylo nalezené dřevo datováno do doby před 44 tisíci lety. Z oblasti Bzence-Přívozu bylo datováno stáří dubového kmene na 1940 let. Vzácně jsou v oblasti k nalezení též zuby či kosti větších savců.

### Flóra
Původní flórou zdejšího tvrdého luhu jsou především duby (Quercus), jilm vaz (Ulmus laevis) a jasan úzkolistý (Fraxinus angustifolia Vahl), které jsou významně vytlačovány druhy invazními, jako jsou javor jasanolistý (Acer negundo), ořešák černý (Juglans nigra) a topol černý (Populus nigra).

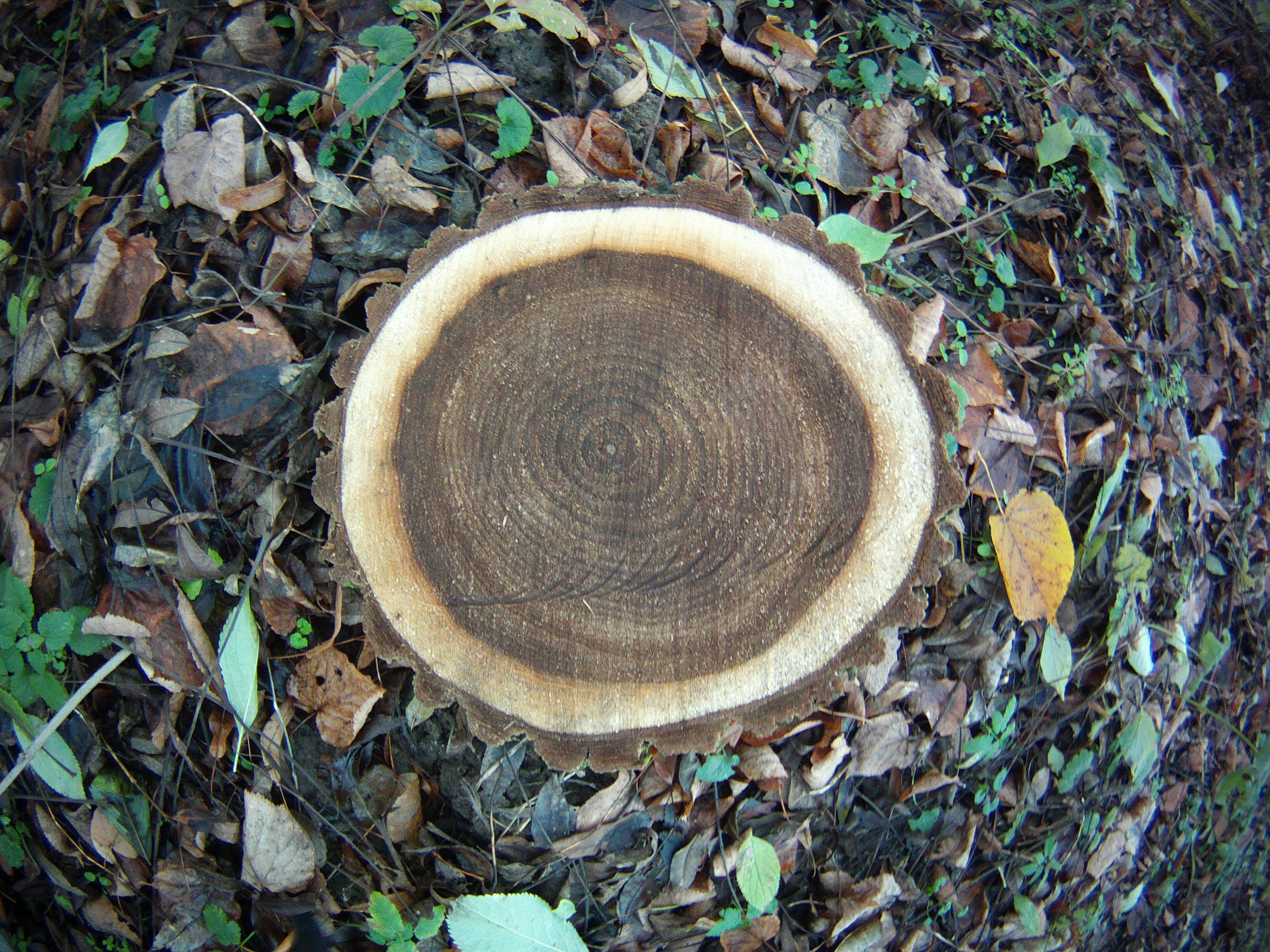
Pařez topolu černého na lokalitě

V blízkosti říčních meandrů se daří zejména vlhkomilným druhům, bylinný podrost je nejvýraznější na jaře, kdy kvete dymnivka dutá (Corydalis cava), česnek medvědí (Allium ursinum) nebo křivatec žlutý (Gagea lutea). V létě převládá kopřiva dvoudomá (Urtica dioica). Mezi významné původní rostliny patří různé orchideje (Orchidaceae Juss.) nebo kosatce (Iridaceae). 

### Fauna
Strážnické Pomoraví je díky letitým stromům významnou hnízdní oblastí čápa bílého (Ciconia ciconia), volavky popelavé (Ardea cinerea) a luňáka hnědého (Milvus migrans). Na podmáčených loukách hnízdí běžně čejka chocholatá (Vanellus vanellus), nepravidelně vodouš rudonohý (Tringa totanus) a diskutabilně i největší bahňák Česka koliha velká (Numenius arquata), která zde má jedno ze dvou posledních hnízdišť v rámci celé Moravy. Na nivních lukách žije křepelka polní (Coturnix coturnix), koroptev polní (Perdix perdix), chřástal polní (Crex crex), konipas luční (Motacill flava), bramborníček hnědý (Saxicola rubetra) a strnad luční (Miliaria calandra). Písčité a štěrkové pláže u koryta řeky osidlují kulík říční (Charadrius dubius), pisík obecný (Actitis hypoleucos), břehule říční (Riparia riparia) a ledňáček říční (Alcedo atthis). Druhy protahující a zimující jsou kormorán velký (Phalacrocorax carba), volavka bílá (Casmerodius alba), husy (Anser sp.), moták pilich (Circus cyaneus) a orel mořský (Haliaetus albicilla).  a zároveň je jedním z Významných ptačích území vyhlášených v rámci programu BirdLife International

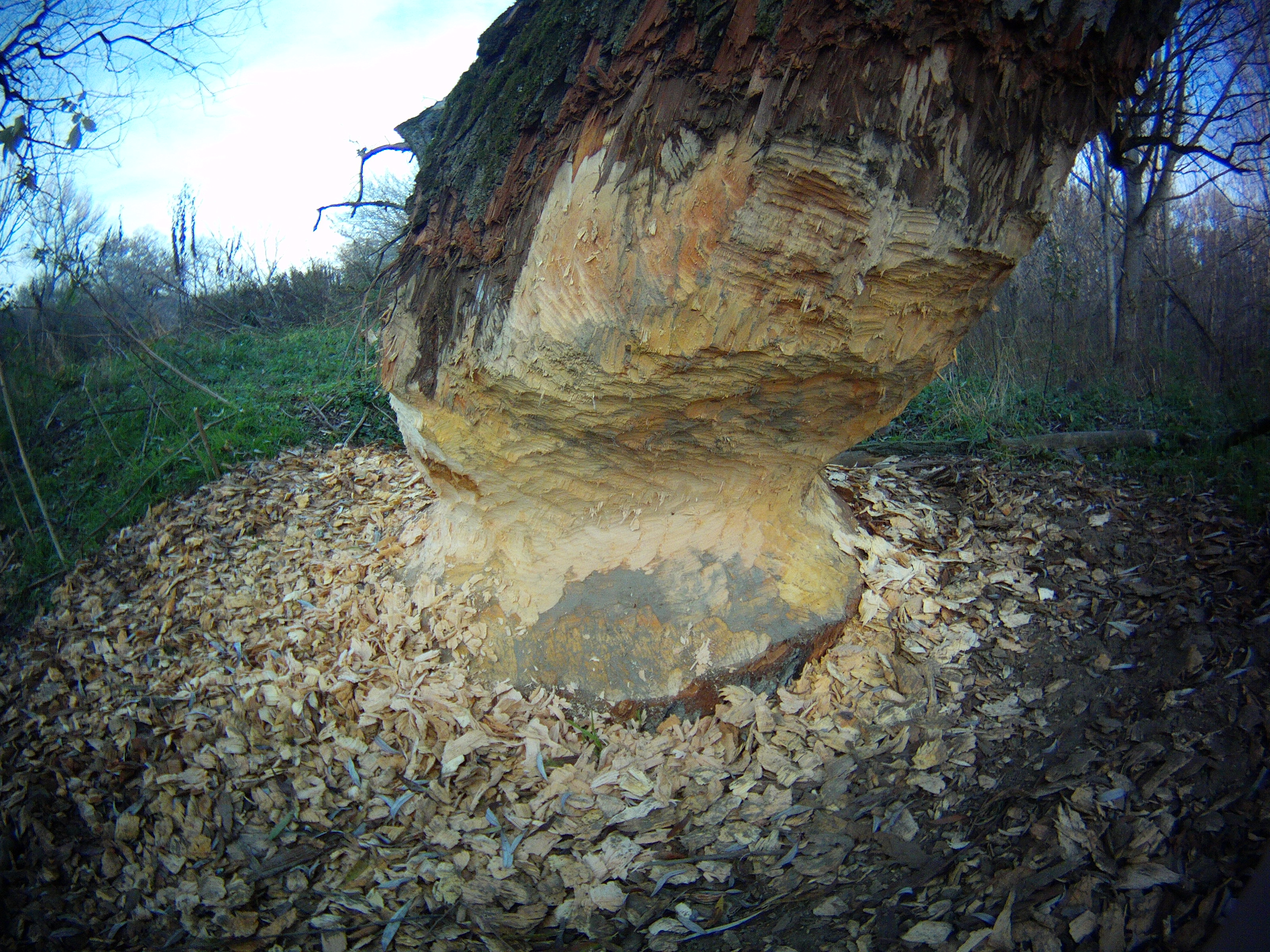
Okus stromů jako důkaz přítomnosti bobra evropského na lokalitě

Z vodních živočichů a obojživelníků jmenujme hrouzka běloploutvého (Gobio albipinnatus), mřenku mramorovanou (Noemacheilus barbatulus), skokana zeleného (Rana esculenta) a vzácného skokana ostronosého (Rana arvalis) , který se zde pravidelně rozmnožuje.
Z hmyzí říše jsou to zástupci jako roháč (Lucanus cervus), tesařík obrovský (Cerambyx cerdo), krasec měďák (Chalcophora mariana), příkopník rýhovaný (acilius sulcatus) a splešťule blátivá (Nepa rubra).
Všudypřítomné ohryzy na stromech dokazují též přítomnost bobra evropského (Castor fiber), který byl již začátkem 18. století zcela vyhuben a znovu byl do Strážnického Pomoraví reintrodukován z Polska.

## Ptačí oblast
Lokalita Bzenecká Doubrava – Strážnické Pomoraví je významným hnízdištěm mnoha druhů ptáků. Proto byla tato oblast (celkově o rozloze 11 725 ha) vyhlášena nařízením vlády č. 21/2005 ptačí oblastí v rámci soustavy Natura 2000 a rovněž je jedním z Významných ptačích území vyhlášených v rámci programu BirdLife International. Návrhy chráněného území, které má svou rozlohou zajistit stabilitu a příznivý rozvoj ptačích populací, připravila na základě daných ornitologických kritérií Česká společnost ornitologická ve spolupráci s Agenturou ochrany přírody a krajiny.
Na tomto území je chráněno šest ptačích druhů: čáp bílý (Ciconia ciconia), moták pochop (Circus aeruginosus), lelek lesní (Caprimulgus europaeus), strakapoud prostřední (Dendrocopos medius), strakapoud jižní (Dendrocopos syriacus) a skřivan lesní (Lullula arborea).
V oblasti bylo zjištěno celkově 238 druhů ptáků. Hnízdí jich zde víc než polovina a to celkem 148.

## Ohrožení

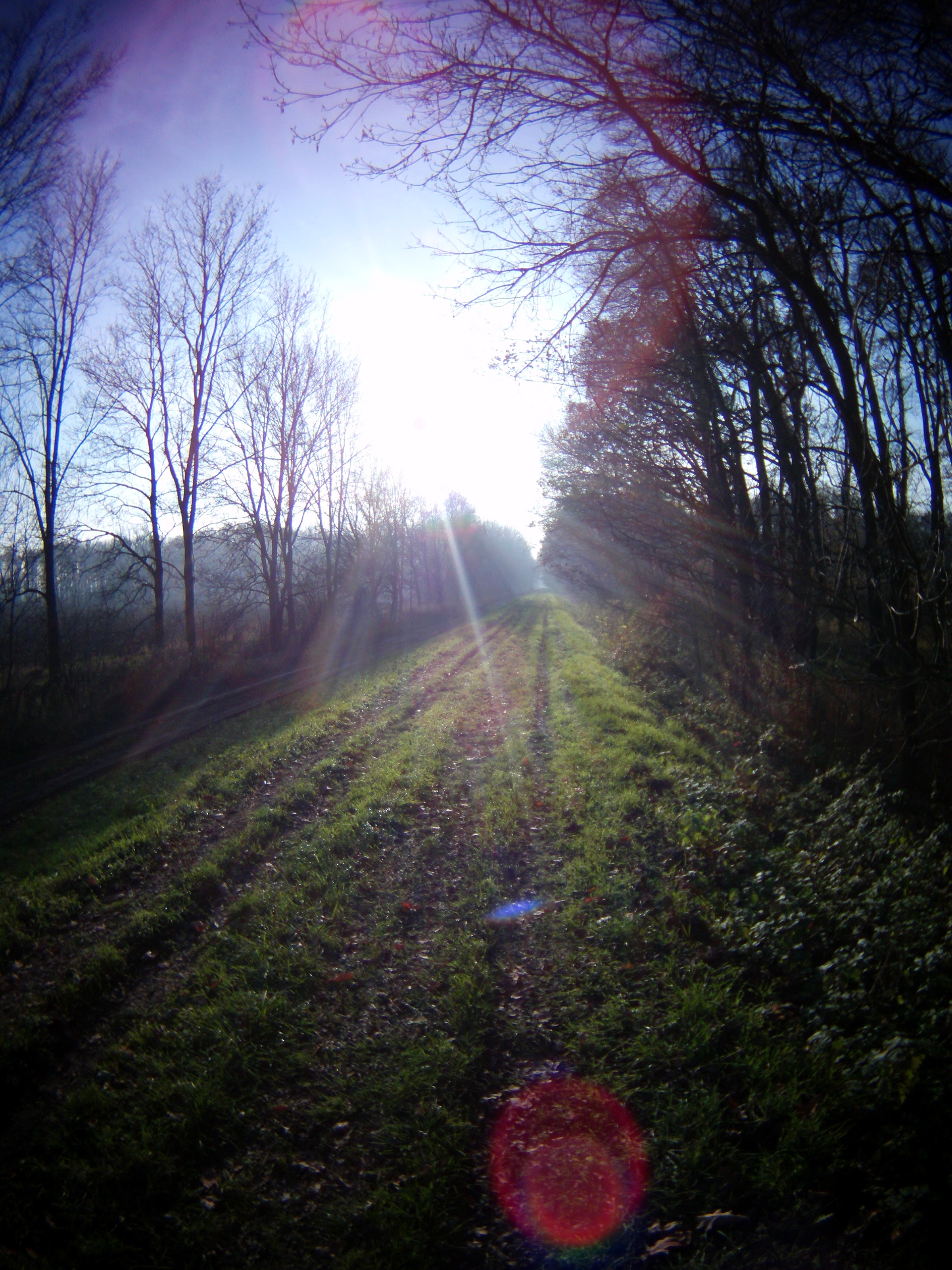
Hráz

Původní vegetace v Parku je ohrožena mnoha invazními druhy, jako jsou javor jasanolistý, ořešák černý, topol černý, kalina a křídlatka. Tyto rostliny zpravidla v krátké době přerůstají původní stejně starou vegetaci, čímž ji silně konkurují a omezují ji v příjmu zdrojů. Nejvíce přítomen je ořešák černý, který je invazním druhem z USA. Dnes se na podporu původního tvrdého luhu vysazují duby, které jsou vzhledem ke svému pomalejšímu růstu silně znevýhodněny rychle rostoucími invazními stromy.
Dalším ohrožením celého Strážnického Pomoraví je plánovaná výstavba dálnice D55 Břeclav–Olomouc v délce 12 km. V současnosti je v Bruselské evropské komisi projednávána stížnost proti plánované výstavbě, kterou společně podaly organizace Děti Země a Česká společnost ornitologická. Ve stížnosti navrhují i alternativní vedení nové rychlostní silnice. Ekologický expert Ekologického právního servisu Jiří Hummel upřesňuje, že: „V úseku Rohatec – Uherské Hradiště by oficiální varianta D55 měla snížit dopravní intenzity na stávající silnici I/55 v průměru o 50–70 % a alternativní trasa dokonce až o 55–80 %“.